# Rheumaptera alternata
Rheumaptera alternata är en fjärilsart som beskrevs av Otto Staudinger 1896. Rheumaptera alternata ingår i släktet Rheumaptera och familjen mätare. Inga underarter finns listade.